# 5 groszy 1929 Zjazd w Poznaniu
5 groszy 1929 Zjazd w Poznaniu – próbna moneta okolicznościowa okresu złotowego II Rzeczypospolitej, wybita z okazji II Zjazdu Numizmatyków i Medalografów Polskich w Poznaniu.
Na monecie nie ma napisu „PRÓBA”, znaku mennicy, jak również godła państwowego. Została wybita z wykorzystaniem stempla rewersu obiegowej monety 5 groszy 1923.

## Awers
Na tej stronie w ośmiu wierszach umieszczono napis:

II
ZJAZD
NUMIZMATYKÓW
I
MEDALOGRAFÓW
W POZNANIU
3•VI•1929

## Rewers
Na tej stronie umieszczono cyfrę nominału „5”, po obu jej stronach liście akantu, poniżej napis: „GROSZY” ze stylizowaną literą S z wydłużoną dolną częścią.
Rysunek rewersu jest zgodny z rysunkiem rewersu obiegowej monety 5 groszy 1923.

## Nakład
Monetę wybito w nakładzie 45 sztuk, w brązie, z rantem gładkim, na krążku o średnicy 20 mm, masie 2,8–3,06 grama, według projektu Wojciecha Jastrzębowskiego.

## Opis
Moneta jest jedną z sześciu monet próbnych okolicznościowych II Rzeczypospolitej, opartych na wzorach monet przeznaczonych do obiegu, a uzupełnionych o dodatkowe okolicznościowe napisy. Jest jedną z dwóch takich monet o nominale 5 groszy opartych na monecie obiegowej 5 groszy wzór 1923, druga to – 5 groszy 1923 12/IV SW 24 wybita z okazji: Wizyty w mennicy prezydenta Stanisława Wojciechowskiego. 
W drugim dziesięcioleciu XXI w. wśród wszystkich prób II Rzeczypospolitej znanych jest jeszcze 14 innych próbnych wersji obiegowej monety 5 groszy wzór 1923 bitych w:
- brązie (1923, 1930 stempel lustrzany, 1931 stempel lustrzany, 1932 stempel lustrzany),
- niklu (1923),
- srebrze (1923),
- mosiądzu (1923 z wklęsłym napisem na rancie: „MENNICA PAŃSTWOWA X”, 1925),
- aluminium (1925),
- miedzioniklu (1925),
- mosiądzu (1925)[7],
- cynku (1925),
- mosiądz (1923, odmienny rysunek liści na rewersie)[8]
- miedź (1923, odmienny rysunek liści na rewersie)[8]
- mosiądz (1925, odmienny rysunek liści na rewersie)[8]

Moneta jest jedną z trzech prób kolekcjonerskich/pamiątkowych, na której nie ma umieszczonego żadnego wyobrażenia godła państwa, obok:
- 2 grosze 1923 Dwukrotny rewers[9] oraz
- 5 złotych 1930 Wizyta w Brukseli[10].

## Odmiany
Istnieją bicia tej monety w mosiądzu, na krążkach o masie 2,8 grama, w nieznanym nakładzie.